# Paradidyma peruviana
Paradidyma peruviana là một loài ruồi trong họ Tachinidae.